# Trifolium velebiticum
Trifolium velebiticum är en ärtväxtart som beskrevs av Árpád von Degen. Trifolium velebiticum ingår i släktet klövrar, och familjen ärtväxter. Inga underarter finns listade i Catalogue of Life.